# TouchDesigner
TouchDesigner是一门視覺化程式設計語言，它采用图形化界面建立节点或OP元件并将它们相互连接，进而实现用户想要的多媒体特效。它可以被用于实现投影、虚拟现实、艺术装置控制、各类演出等功能。TouchDesigner的版本分为商业版、专业版以及免费的非商业版本。此外，它还向学生群体提供教育版。

## 延伸阅读
- Lechner P. Multimedia programming using Max/MSP and TouchDesigner[M]. Packt Publishing Ltd, 2014.
- TouchDesigner: il software per il video mapping（页面存档备份，存于）